# Schizachyrium mitchellianum
Schizachyrium mitchellianum är en gräsart som beskrevs av Bryan Kenneth Simon. Schizachyrium mitchellianum ingår i släktet Schizachyrium och familjen gräs. Inga underarter finns listade i Catalogue of Life.